# Ludvig Grundtvig
 Der er flere personer med dette navn, se Ludvig August Grundtvig.
Ludvig Grundtvig (12. maj 1836 i Nykøbing Falster – 28. november 1901 på Frederiksberg) var en dansk portrætmaler og fotograf.
Ludvig Grundtvig var søn af apoteker Friederich Theodor Wilhelm Grundtvig og Fanny Elline Annette Schierning. Han var i malerlære 1/2 år, blev optaget på Kunstakademiet i København i oktober 1851 og vandt den lille sølvmedalje 1856 og den store sølvmedalje året efter. Han var på rejser til Dresden og Stockholm.
Grundtvig udstillede i nogle år portrætmalerier på Charlottenborg Forårsudstilling (1857, 1859, 1861-64 og 1893), men etablerede sig 1863 som fotograf på Amagertorv 10 i hovedstaden. Han var primært portrætfotograf, men mestrede også andet end portrætgenren, hvilket et fotografi på Det Kgl. Bibliotek med et storslået klippekystmotiv fra Bornholm fra ca. 1870 vidner om. Han var på Amagertorv indtil 1883 og flyttede senere sit atelier til Grundtvigsvej (!) på Frederiksberg.
Han blev optaget i Den photographiske Forening 1867 (Weilbachs Kunstnerleksikon skriver Dansk photographisk Forening, men det må være en fejl) og var dommer for fotografi på Den nordiske Industri- og Konstudstilling i Kjøbenhavn 1872.
Han blev gift 14. september 1864 i København med Hansine Elisabeth Petersen (3. marts 1844 smst. – 20. april 1917 i Gentofte), datter af brygger Peter Petersen og Sophie Marie Magdalene Hansdatter. Han er begravet på Solbjerg Parkkirkegård.

## Udvalgte værker
- Kong Frederik VII (1859, Fredericia Rådhus)
- Niels W. Gade (1862, Det Kongelige Danske Musikkonservatorium, København)
- Konferensråd Julius Schovelin (1862)
- Prof. Heinrich Louis d'Arrest (købt 1894, Observatoriet)
- Lippertsklippen ved Rø (fotografi, ca. 1870, Det Kongelige Bibliotek)
- Hammershus (fotografi, 1870'erne, Bornholms Museum)
- 24 fotos (efter malerier) til: J.A. Gold: Photographisk Album over Kong Frederik III og denne Konges berømte Samtidige, 1865.